# Trdinova pot
Trdinova pot je krožna pohodniška pot, poimenovana po Janezu Trdini. Začne in konča se v Novem mestu. Trasiralo jo je Planinsko društvo Novo mesto, 21. 5. 1967. Dolga 153 kilometrov in vzame 6 do 7 dni hoje. Večinoma obiskujejo samo del poti z imenom Trdinova učna pot, ki se začne in konča pri Planinskem domu pri Gospodični ter poteka mimo Trdinovega vrha, Doma pri Miklavžu, Krvavega kamna. Obsega 25 informativnih točk, ki so označene z informativnimi tablami. Prehodimo jo v 2 urah zmerne hoje. Pot je namenjena mladim, njihovim staršem ali mentorjem, planincem ter drugim obiskovalcem.

## Potek poti
1. Novo mesto
2. Frata
3. Soteska
4. Rog (baza 20)
5. Gače
6. Mirna Gora
7. Smuk
8. Jugorje
9. Trdinov vrh
10. Kostanjevica
11. Pleterje
12. Otočec
13. Trška gora
14. Novo mesto

## Informativne točke Trdinove učne poti
Kupica se zasveti in zacvete. Na vodi se naredi rdeč nagelj in bela lilija. Gospa pije in pijača se ji zdi slajša od medu in malvazije. Popije prvo kupico, čuti se bolj zdravo, nego je bila pred boleznijo. Popije drugo kupico, čuti se bolj močno, nego je bila pred boleznijo. Popije tretjo kupico, čuti se mlado, kakor je bila takrat, ko je šla s svojim gospodom k poroki...Bistri studenec, ki je pomladil grajsko gospo, pa se imenuje v spomin te prigodbe še dandanašnji Gospodična.
1. Izvir Gospodična
2. Skalna stena
3. Rastišče čemaža
4. Drevesna ekocelica
5. Bukev in gorski javor
6. Gozdni plodovi
7. Gozdni metulji
8. Praprot
9. Trdinov vrh
10. Sv. Jera in sv. Elija
11. Košenica Trdinov vrh
12. Pragozd
13. Odmrlo drevje
14. Gozdna železnica
15. Lovska preža
16. Gorjansko jezero
17. Pogled na Pendirjevko
18. Pogled na Šentjernejsko polje
19. Cerkev sv. Miklavž
20. Miklavž
21. Les gorjanskih drevesnih vrst
22. Oglarska kopa
23. Košenica pri Miklavžu
24. Krvavi kamen
25. Gregorjev studenec

## Opis Trdinove učne poti
Pot se začne pri Planinskem domu Gospodična. Nadaljuje se do lesenih stopnic, kjer se povzpne do izvira Gospodična, ki je znan po zdravilni vodi, o kateri je pisal Janez Trdina v Bajkah in povestih o Gorjancih. Pot se nadaljuje pod grebenom Logarjevega Kogla (1126 m). Kmalu se vidi oddajnik na Trdinovem vrhu. Nazaj se vrača mimo sv. Miklavža. Pot vodi mimo obeh cerkva (sv. Jera in sv. Elija) po cesti skozi Jugorje ter Gabrje. Po kolovozu se pot nadaljuje do Gorjanskega jezera, kjer se vidi mogočno oglarsko kopo ter na desni strani Dom pri Miklavžu. Hodi se približno en kilometer, nato se prispe do križišča pri Krvavem kamnu (921 m). Po makadamski poti se spušča nazaj do Gospodične.